# Contea di Queshan
La contea di Queshan (确山县S, Quèshān XiànP) è una contea della Cina, situata nella provincia di Henan e amministrata dalla prefettura di Zhumadian.